# Miller-ciklus
Az Atkinson-ciklusú motorok a hatásfok növelését és a károsanyag-kibocsátás csökkentését  azon az alapon érik el, hogy a munkavégző ütem lökettérfogata nagyobb, mint a sűrítő ütemé. Az Atkinson-ciklust  mechanikus megoldásokkal megvalósító motorok szerkezete szignifikánsan eltér a hagyományos Otto-motorokétól.
Egészen kis szerkezeti változtatással is megvalósítható azonban az eltérő sűrítési és munkavégzési lökettérfogat megvalósítása az Atkinson-Miller, más megjelöléssel Miller-ciklus alapján.
A Miller-ciklus [1] termodinamikai körfolyamat, melyet négyütemű motorral valósítanak meg. Ralph Miller amerikai mérnök az 1940-es években fejlesztette ki a Diesel-ciklus módosításával [2]. 
Célja az volt, hogy a magas kompresszióarányú feltöltős Diesel-gépekben résztöltés révén korlátozza a túlságosan magas csúcshőmérséklet kialakulását, amely a kenőolaj-film leégését, ezzel a motorok élettartamának csökkenését okozza. A résztöltést a szívószelep nyitási idejének korlátozásával oldotta meg. 4 ütemű Otto-motorok esetén szintén megvalósítható a Miller-ciklus, amely a szelepvezérlés módosításával éri el a hatásfok javulását. A továbbiakban az utóbbi rendszerű gépek működését elemezzük. A hagyományos négyütemű Otto-motor veszteségeinek nagy része – ha most a mechanikus veszteségektől eltekintünk – abból adódik, hogy a munkavégző ütem végén az égéstermékek hőmérséklete és nyomása még elég nagy lenne ahhoz, hogy mechanikus energiát szolgáltasson, de a kipufogó szelepen hasznosítatlanul távozik. A hatásfok javítására elsősorban a munkavégző ütem megnyújtása, vagyis a kompresszióviszony növelése alkalmas, de ennek határt szab a keverék öngyulladásának, a kopogásnak a fellépése. A motorból kivehető mozgási energiát csökkenti a sűrítési ütemben a kompresszióra fordított energia is, ezért minden változtatás, mely a kompresszió energiaszükségletét csökkenti, szintén javítja a motor hatásfokát és tüzelőanyag fogyasztását.
A Miller-ciklus újítása az, hogy a szívószelepet az Otto-motorhoz képest hosszabb ideig hagyja nyitva. Ennek eredményeképpen a kompresszió-ütem két részre tagozódik: az első részben a szívószelep nyitva van, míg a második részben zárva van. E miatt a kétrészes szívás miatt a motort ötütemű motornak is hívják.
A Miller-ciklus alapján működő motorok szerkezete első közelítésben semmiben sem különbözik egy – célszerűen változtatható szelepvezérlésű – Otto-motortól [3]. A késleltetett szívószelep-zárást alkalmazó Miller-ciklus p – V diagramja nagyfokú hasonlóságot mutat egy nagy kompresszióviszonyú Otto-motoréval (1. diagram). Az eltérés annyi, hogy a sűrítést ábrázoló elvi görbe kezdő szakasza itt  nem az adiabatikus folyamatra jellemző görbe, hanem egyenes, mivel a sűrítési ütem kezdetén a beszívott keverék visszaáramlik, és a tényleges sűrítés csak később kezdődik. A résztöltés miatt a teljesítmény/lökettérfogat arány bizonyos mértékben romlik. A javuló hatásfok miatt azonban azonos motorteljesítmény eléréséhez nem szükséges a lökettérfogatot olyan mértékben növelni, mint az az első közelítésből adódna.
1. Elemezzük a Szigorúan vett Miller-ciklust megvalósító motor két változatát! Mindkét megoldás szerint nagy sűrítési viszonyú motort alkalmaznak, példaként legyen az 1,4 literes négyhengeres  motor sűrítési aránya 13 :1.  Teljes töltés esetén a nagy kompresszióviszony alapvető problémát okozna a keverék öngyulladása (kopogás) miatt. A résztöltés miatt azonban a sűrítési ütem végén a keverék nyomása és felmelegedése nem haladja meg a normál Otto-motorét (példánkban legyen ez egy 9:1 sűrítési arányú 1 literes négyhengeres motor). A motor termikus hatásfoka jóval kedvezőbb a 9:1 sűrítési arányú Otto-motorénál, közelíti a Diesel-motorok hatásfokát, mivel az égéstermékben rejlő energiát a hosszabb munkavégző ütem során nagyobb arányban alakítja át mechanikus energiává.  
Az alábbi két elvi megoldás mindössze a szelepvezérlés módosítását jelenti.  Közös alapelvük az, hogy a módosítás eredményeképpen a henger résztöltését valósítják meg.
1.1. Az első megoldás egyszerűsített leírása az 1. diagramon követhető – most figyelmen kívül hagyva  a szelepnyitás/zárás átmeneti jelenségeit. A szívószelepek nem zárnak a szívási ütem végén, hanem nyitva maradnak a sűrítési ütem kezdetén addig a pontig, ahonnan a sűrítési arány 9:1 arányban számítható (C’ pont). A nyitva maradó szelepeken a dugattyú a beszívott keverék egy részét kitolja a hengerből. A tényleges  sűrítés  során a keverék összesűrítése, tehát felmelegedése is ennek következtében a 9:1 sűrítési arányú motorénak fog megfelelni, és a sűrítési munka is csak ezzel az 1 literes motoréval lesz egyenlő. A munkavégzési ütem a 13:1 sűrítési aránynak megfelelő hosszúságú lesz, így jobban hasznosul az elégett keverék energiatartalma. Bizonyos energiaveszteséget okoz ennél a megoldásnál a szívó ütem végén beszívott felesleges keverék  beszívására és kitolására fordított energia. Ez a megoldás igényli a kitolt felesleges keverék problémájának kezelését is.
1.2. A töltéscsere miatti energiaveszteség részben csökkenthető. Ennél a megoldásnál a szívószelepek még a szívó ütem vége előtt záródnak, annál a pontnál, ahol az 1.1. pontban leírt megoldásnál a sűrítési ütem kezdete után záródtak (a 2. diagramon B pont). A henger résztöltése tehát ugyanolyan arányú lesz, és a sűrítési ütem végén a keverék összesűrítése is a 9:1 sűrítési arányú Otto-motoréval lesz azonos. Ennél a megoldásnál nem jelentkezik  az előző konstrukcióban  fellépő felesleges keverék problémája, és elmarad annak beszívásához és kitolásához szükséges energiaveszteség is. Ugyanis a szívószelep záródása után a dugattyúnak a löket alsó pontjáig tartó B-B’, majd onnan vissza a B helyzetbe történő mozgása során lejátszódó adiabatikus depresszió/kompresszió reverzibilis folyamatában az energiaszükséglet és energia nyerés kiegyenlíti egymást a termikus hatásfok szempontjából. Egyszerűsítve úgy mondhatjuk, hogy a dugattyú lefelé mozgása során a hengerben fellépő vákuum ellen végzett mozgás (B helyzet – B’ alsó holtpont között) ugyanannyi  energiát igényel, amennyit a külső légnyomás a dugattyúnak a visszanyomásával végez (B’ alsó holtpont  – B helyzet).  Az energiaigénnyel járó tényleges sűrítés csak innen kezdődik.
2. A Miller-ciklusúak közé sorolják azokat a megoldásokat, ahol a szívószelepek késleltetve záródnak függetlenül attól, hogy a folyamat mennyire közelíti meg az elméleti Miller-ciklust.  Sorozatgyártású autókban már megjelentek ilyen kompresszoros motorok.
Amikor a dugattyú a szívó ütem befejeződése után az alsó holtponttól felfelé indul, a beszívott keverék részben visszaáramlana a még nyitott szívószelepen keresztül. A kompresszoros Miller-motornál azonban a beáramló keverék megnövelt nyomása a visszaáramlást megakadályozza, sőt a sűrítést a dugattyú alsó holtpontja közelében, ahol a dugattyú mozgása viszonylag még lassú, a kompresszor végzi. A tulajdonképpeni  sűrítés a szívószelepek bezárásakor kezdődik, a dugattyú útjának körülbelül 30%-ánál. A feltöltős motorok problémája itt is jelentkezik, kis fordulatszámoknál a  motor nyomatéka nagyon rossz. A hátrány csökkentésére a Miller-motornál térfogat-kiszorításos elven működő feltöltőkompresszort (Roots-fúvót vagy csavarkompresszort) használnak, amely viszonylag kis fordulatszámnál is elfogadható nyomást szolgáltat.  Ezt a motortípust főleg hibrid hajtás esetén célszerű alkalmazni, ahol kis fordulatszámoknál villanymotor szolgáltatja a megfelelő nyomatékot. Ilyen motorokat találhatunk a Subaru B5-RPH [4] és a Mazda MILLENIA  [5] járművekben. Az ilyen  Miller-ciklusú motoroknál nem jelentkezik a szigorúan vett Miller-ciklus teljes hatásfoknövelő  előnye, mivel a kompresszióviszony ugyanakkora, mint egy hagyományos motornál, csak a dugattyúsűrítés szerepét a sűrítő ütem első kb. harmadában a feltöltő kompresszor veszi át. Hatásfok-növekedés tehát azért jelentkezik, mert a távozó égéstermékek maradék energiája végzi a sűrítési munka egy részét. Viszont a teljesítmény/lökettérfogat arányt fő szempontként kezelő szemlélet számára kedvező az, hogy a lökkettérfogatot nem kellett növeli, mivel  teljes hengertöltést alkalmaz. Kisebb fordulatszámok mellett is megfelelő nyomást szolgáltat a kényszerhajtású feltöltő [6]. Ezt a berendezést a vízszivattyúhoz hasonlóan áttétellel a motor hajtja meg, ezért a fentiekben leírt hatásfok-növekedés egy része nem valósul meg, a füstgázokban rejlő maradék energiatartalom nem hasznosul a turbófeltöltőben.

## Külső hivatkozások
- [1] https://en.wikipedia.org/wiki/Miller_cycle
- [2] https://web.archive.org/web/20120721001407/http://www.marinediesels.info/2_stroke_engine_parts/Other_info/miller_cycle.htm
- [3] https://web.archive.org/web/20110529082409/http://www.mazda.com/mazdaspirit/env/engine/miller.html
- [4] https://web.archive.org/web/20120514053651/http://www.hybridcars.com/concept-hybrids/subaru-b5-tph.html
- [5] https://en.wikipedia.org/wiki/Mazda_Millenia
- [6] https://en.wikipedia.org/wiki/Supercharger